# Hetlevik
Hetlevik est un village de Norvège dans le Vestland.

## Géographie
Il est situé sur la côte ouest de l’île d’Askøy, au nord de Follese (no).